# Borkana
Borkana est une rivière du centre de l'Éthiopie. Affluent de la Awash sur le côté gauche, le Borkana rejoint son ruisseau parent à 10° 37′ N, 40° 30′ E. Johann Ludwig Krapf rapporte qu'il était appelé "Tshaffa" par le peuple Oromos.